# Escobosa de Almazán

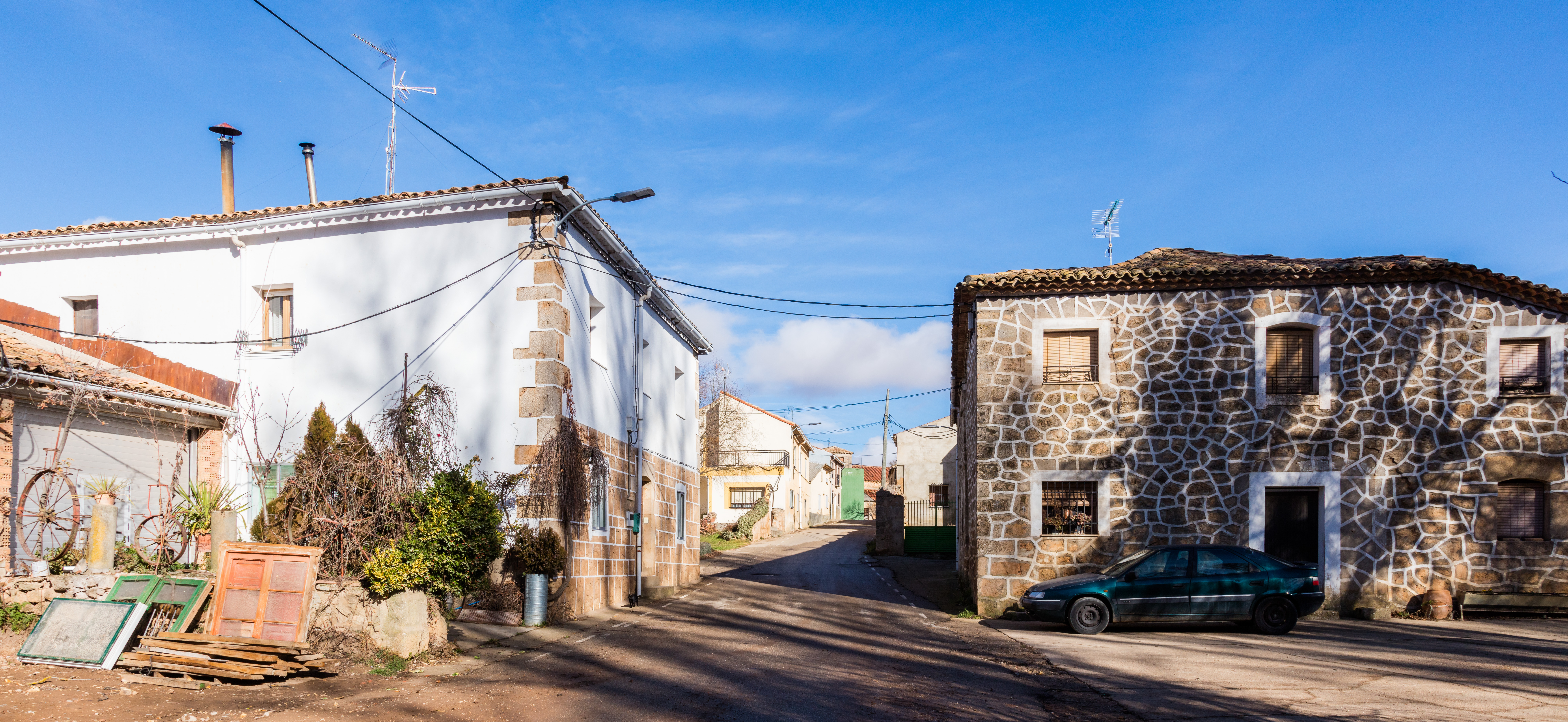
Otra vista del municipio.

Escobosa de Almazán es una localidad y también un municipio de la provincia de Soria, partido judicial de Almazán, comunidad autónoma de Castilla y León, España. Pueblo de la Comarca de Almazán.

## Historia

Término municipal de Escobosa de Almazán.

A la caída del Antiguo Régimen la localidad se constituye en municipio constitucional, conocido entocces como Escobosa y Granja de Valdemora en la región de Castilla la Vieja que en el censo de 1842 contaba con 31 hogares y 112 vecinos.

## Geografía humana

### Demografía
Cuenta con una población de 20 habitantes (INE 2024).
| Gráfica de evolución demográfica de Escobosa de Almazán entre 1842 y 2021 |
| |
| Población de derecho según los censos de población del INE Población de hecho según los censos de población del INEEn este censo se denominaba Escobosa y Granja de Valdemora: 1842 |